# فهرست فیلم‌های ایرانی سال ۱۳۴۷
فهرست فیلم‌های ایرانی سال ۱۳۴۷

## فهرست
| عنوان                 | کارگردان                                        | فیلم‌نامه‌نویس(ها)               | بازیگران |
| --------------------- | ----------------------------------------------- | ------------------------------ | --- |
| آلونک                 | ماردوک الخاص                                    |                                | جلال مقامی |
| آواره‌های تهران        | عزیزالله بهادری                                 |                                | منصور سپهرنیا |
| ازدواج ایرانی         | احمد نجیب‌زاده                                   |                                | |
| اون شب که بارون اومد  | کامران شیردل                                    | اسماعیل نوری‌علاء، کامران شیردل | |
| بازی شانس             | فاروق عجرمه                                     |                                | |
| بازی عشق              | فاروق عجرمه                                     |                                | فروزان |
| ببر مازندران          | ساموئل خاچیکیان                                 |                                | امامعلی حبیبی، شهین خلیلی، داریوش طلایی، رضا هوشمند، ناصر كوره‌چيان، ایران دفتری                                     |
| بر آسمان نوشته        | سیامک یاسمی                                     | سیامک یاسمی                    | بهروز وثوقی |
| بسترهای جداگانه       | ایرج قادری                                      |                                | ایرج قادری |
| به امید دیدار         | منوچهر صادق‌پور                                  |                                | |
| بهرام شیردل           | امین امینی                                      |                                | رضا بیک ایمانوردی                                                                                                   |
| بیگانه بیا            | مسعود کیمیایی                                   | مسعود کیمیایی                  | بهروز وثوقی، فرامرز قریبیان، جلال پیشوائیان                                                                         |
| بی‌گناهی در شهر        | منوچهر صادق‌پور                                  |                                | |
| پابرهنه‌ها             | رحیم روشنیان                                    |                                | رضا بیک ایمانوردی                                                                                                   |
| پلی بسوی بهشت         | محمد زرین‌دست                                    |                                | |
| پنجه آهنین            | مهدی میرصمدزاده                                 |                                | رضا بیک ایمانوردی                                                                                                   |
| تحفه هند              | فریدون ژورک                                     |                                | |
| تک‌تازان صحرا          |                                                 |                                | ایرج قادری |
| تنگه اژدها            | سیامک یاسمی                                     | سیامک یاسمی                    | بهروز وثوقی |
| تونل                  | نادر قانع                                       |                                | |
| جاده تبهکاران         | محمد زرین‌دست                                    |                                | پوری بنایی |
| جنجال پول             | پرویز خطیبی                                     | پرویز خطیبی                    | شهین، منصور سپهرنیا، ویکتوریا نرسسیان، جهانگیر غفاری، محمد متوسلانی، گرشا رئوفی، فرهاد حمیدی، مژگان، جمشید هاشم‌پور  |
| جهنم سفید             | ساموئل خاچیکیان                                 |                                | امامعلی حبیبی، شهین خلیلی، داریوش طلایی                                                                             |
| چاکر شما کوچولو       | رحیم روشنیان                                    |                                | |
| چرخ بازیگر            | مهدی امیرقاسم خانی                              |                                | فروزان |
| چوب خدا               |                                                 |                                | |
| چهار درویش            | امین امینی                                      |                                | فروزان |
| خشم کولی              | اسماعیل ریاحی                                   |                                | |
| خطاکاران              | فاروق عجرمه                                     |                                | |
| دختر شاه پریون        | شاپور قریب                                      | شاپور قریب                     | فروزان |
| دختر عشوه‌گر           | فریدون ژورک                                     |                                | منوچهر وثوق |
| دزد سیاهپوش           | امیر شروان                                      |                                | بهروز وثوقی، پوری بنایی، تقی ظهوری، کتایون امیرابراهیمی، جهانگیر غفاری، عبدالله بوتیمار، فرخ‌لقا هوشمند، هوشنگ بهشتی |
| دشت سرخ               | ایرج قادری                                      |                                | بهروز وثوقی |
| دلاور دوران           | ابراهیم باقری                                   |                                | رضا بیک ایمانوردی                                                                                                   |
| دنیای پوشالی          | خسرو پرویزی                                     | خسرو پرویزی                    | |
| رودخانه وحشی          | مهدی رئیس فیروز                                 |                                | پوری بنایی |
| ریکاردو               | امین امینی                                      |                                | منصور سپهرنیا |
| سالار مردان           | نظام فاطمی                                      | فریدون گله                     | |
| ستاره هفت آسمان       | حسین مدنی                                       |                                | فروزان، همایون، گوگوش، منوچهر وثوق                                                                                  |
| سرسخت                 | اسماعیل پورسعید                                 | اسماعیل پورسعید                | |
| سکه دورو              | خسرو پرویزی                                     | خسرو پرویزی                    | |
| سلطان قلب‌ها           | محمدعلی فردین                                   | محمدعلی فردین                  | محمدعلی فردین، آذر شیوا، همایون، حبیب‌الله بلور، نیکتاج صبری، لیلا فروهر                                             |
| سنگ صبور              | عباس کسایی                                      |                                | |
| سه دیوانه             | جلال مقدم                                       | جلال مقدم                      | منصور سپهرنیا |
| شاهراه زندگی          | ایرج قادری                                      |                                | ایرج قادری |
| شب فرشتگان            | فریدون گله                                      | فریدون گله                     | نانسی کووک، رضا فاضلی، گوگوش                                                                                        |
| شکار شوهر             | نصرت‌الله وحدت                                   |                                | نصرت‌الله وحدت، سهیلا، ابراهیم نادری                                                                                 |
| شوهر آهو خانم         | داوود ملاپور                                    |                                | مهری ودادیان، حسین اشراق، اکبر مشکین، فرخ‌لقا هوشمند، گیتی فروهر                                                     |
| طوفان بر فراز پاترا   | فاروق عجرمه                                     |                                | محمدعلی فردین |
| عشق قارون             | ابراهیم باقری                                   |                                | منوچهر وثوق |
| غروب بت‌پرستان         | اسماعیل کوشان                                   |                                | فروزان، تقی ظهوری، ثریا بهشتی، داریوش طلایی، جهانگیر غفاری                                                          |
| قدرت عشق              | ماردوک الخاص                                    |                                | کتایون |
| قمارباز               | عباس کسایی                                      |                                | |
| قوس و قزح             | اسماعیل پورسعید                                 | اسماعیل پورسعید                | رضا بیک ایمانوردی                                                                                                   |
| کشتی نوح              | خسرو پرویزی                                     | خسرو پرویزی                    | |
| گرداب گناه            | مهدی رئیس فیروز                                 |                                | بهروز وثوقی |
| گردباد زندگی          | نظام فاطمی                                      |                                | جلال مقامی |
| گردش روزگار           | قدرت‌الله بزرگی                                  |                                | منوچهر وثوق |
| لبئوس به نام تادئوس   |                                                 |                                | |
| لوطی قرن بیستم        | رضا صفایی                                       |                                | رضا بیک ایمانوردی                                                                                                   |
| ماجرای شب ژانویه      | نصرت‌الله وحدت                                   |                                | نصرت‌الله وحدت، سهیلا، تقی ظهوری، غلامحسین بهمنیار، جهانگیر غفاری، لی‌لی رضوانی                                       |
| مرد حنجره‌طلایی        | مهدی میثاقیه                                    | مهدی میثاقیه                   | اکبر گلپایگانی، همایون، سهیلا، جهانگیر غفاری، میرمحمد تجدد                                                          |
| مرد روز               | موسی افشار                                      |                                | رضا بیک ایمانوردی                                                                                                   |
| مرد صحرا              | سیروس جراح‌زاده                                  |                                | |
| مردانه بکش            | دموفیلو فیدانی                                  | دموفیلو فیدانی                 | فابیو تستی، لوچانو دوریا، اتوره مانی، جف کامرون، محمدعلی فردین                                                      |
| من شوهر می‌خواهم       | جواد قائم‌مقامی                                  |                                | |
| من هم گریه کردم       | ساموئل خاچیکیان                                 | ساموئل خاچیکیان                | بهروز وثوقی |
| هفت دختر برای هفت پسر | محمد متوسلانی                                   |                                | منصور سپهرنیا |
| هنگامه                | ساموئل خاچیکیان                                 | پرویز دوایی                    | بهروز وثوقی، آذر شیوا، شهین خلیلی، واهان آقامالیان                                                                  |
| یوسف و زلیخا          | مهدی رئیس فیروز، اسماعیل کوشان، تورکر اینانوغلو |                                | فروزان، جونیت آرکین                                                                                                 |